# Кен (Оаза)
Кен (фр. Caisnes) насеље је и општина у североисточној Француској у региону Пикардија, у департману Оаза која припада префектури Компјењ.
По подацима из 2011. године у општини је живело 496 становника, а густина насељености је износила 80,13 становника/km². Општина се простире на површини од 6,19 km². Налази се на средњој надморској висини од 75 метара (максималној 154 m, а минималној 46 m).

## Демографија
| 1962. | 1968. | 1975. | 1982. | 1990. | 1999. | 2011. |
| ----- | ----- | ----- | ----- | ----- | ----- | ----- |
| 195   | 208   | 231   | 295   | 327   | 424   | 496   |

График промене броја становника у току последњих година